# Atractodes helveticus
Atractodes helveticus är en stekelart som först beskrevs av Forster 1876.  Atractodes helveticus ingår i släktet Atractodes och familjen brokparasitsteklar. Arten är reproducerande i Sverige. Inga underarter finns listade.